# 베네치아 도제 목록
이 항목은 베네치아 공화국의 정치체제상 일종의 국가원수였던 역대 도제의 목록이다. 도제는 약 천년 이상 지속된 도시국가 베네치아 공화국의 지도자로 종신직이었다.

## 7세기
- 파올로 루치오 아나페스토 (697년–717년)

## 8세기
- 마르첼로 테갈리아노 (717년–726년)
- 오르소 이파토 (726년–737년)
  - 짧은 공위기(737년–742년)
- 테오다토 이파토 (742년–755년)
- 갈라 가우로 (755년–756년)
- 도메니코 모네가리오 (756년–764년)
- 마우리치오 갈바이오 (764년–787년)
- 조반니 갈바이오 (787년–804년)

## 9세기
- 오벨레리오 안테노레오 (804년–811년)
- 안젤로 파르티치파치오 (811년–827년)
- 주스티니아노 파르티치파치오 (827년–829년)
- 조반니 파르티치파치오 1세 (829년–837년)
- 피에트로 트라도니코 (837년–864년)
- 오르소 파르티치파치오 1세 (864년–881년)
- 조반니 파르티치파치오 2세 (881년–887년)
- 피에트로 칸디아노 1세 (887년–888년)
- 피에트로 트리부노 (888년–912년)

## 10세기

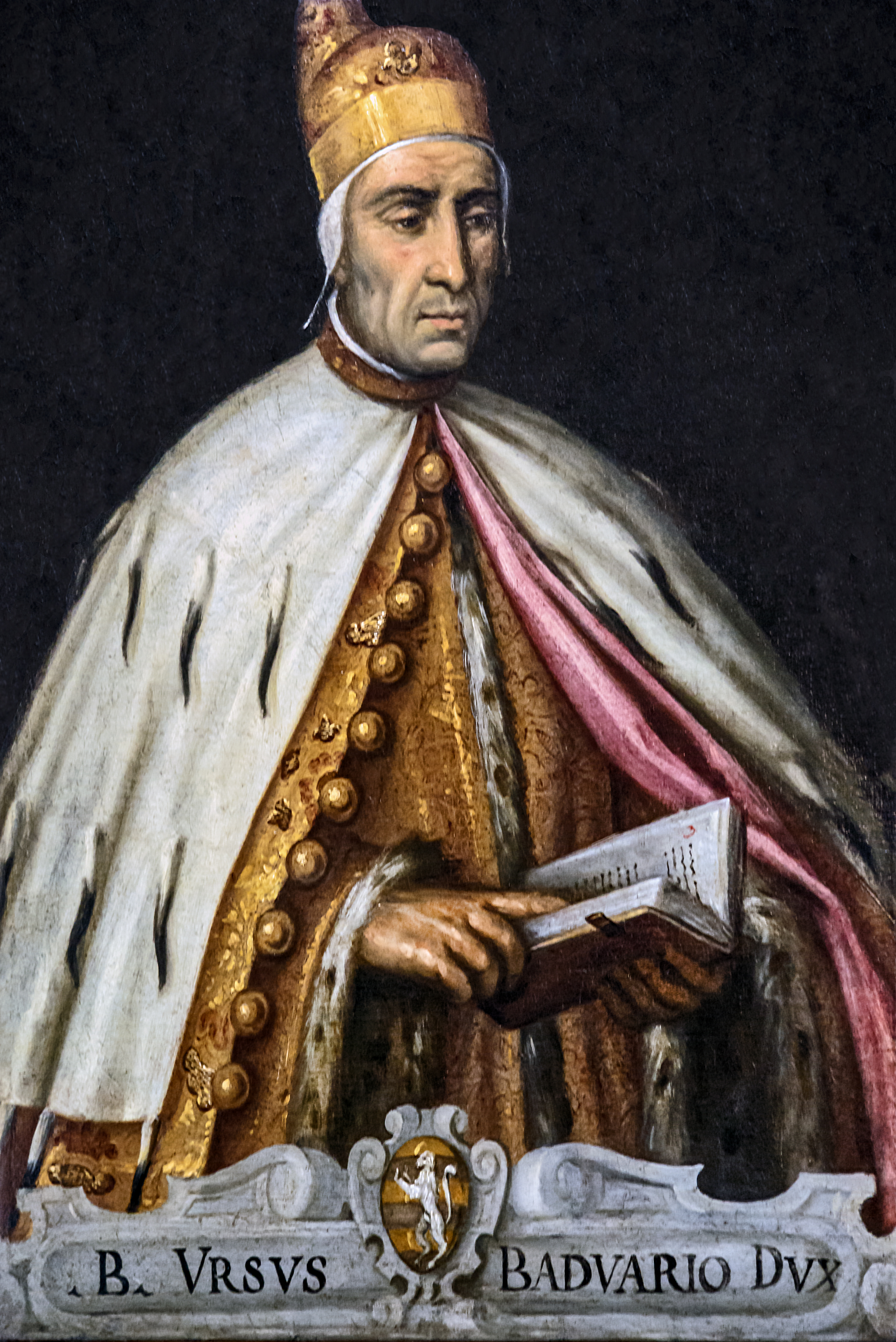
오르소 2세 파르티치파치오

- 오르소 2세 파르티치파치오 (912년–932년)
- 피에트로 칸디아노 2세 (932년–939년)
- 피에트로 파르티치파치오 (939년–942년)
- 피에트로 칸디아노 3세 (942년–959년)
- 피에트로 칸디아노 4세 (959년–976년)
- 피에트로 1세 오르세올로 (976년–978년)
- 비탈레 칸디아노 (978년–979년)
- 트리부노 멤모 (979년–991년)
- 피에트로 오르세올로 2세 (991년–1009년)

## 11세기
- 오토 오르세올로 (1009년–1026년)
- 피에트로 바르볼라노 (1026년–1032년)
- 도메니코 플라바니코 (1032년–1043년)
- 도메니코 콘타리니 (1043년–1071년)
- 도메니코 셀보 (1071년–1084년)
- 비탈레 팔리에로 (1084년–1096년)
- 비탈레 1세 미켈레 (1096년–1102년)

## 12세기
- 오르델라포 팔리에로 (1102년–1117년)
- 도메니코 미켈레 (1117년–1130년)
- 피에트로 폴라니 (1130년–1148년)
- 도메니코 모로시니 (1148년–1156년)
- 비탈레 2세 미켈레 (1156년–1172년)
- 세바스티아노 치아니 (1172년–1178년)
- 오리오 마스트로피에로 (1178년–1192년)
- 엔리코 단돌로 (1192년–1205년)

## 13세기
- 피에트로 치아니 (1205년–1229년)
- 야코포 티에폴로 (1229년–1249년)
- 마리노 모로시니 (1249년–1252년)
- 레니에로 체노 (1252년–1268년)
- 로렌초 티에폴로 (1268년–1275년)
- 야코포 콘타리니 (1275년–1280년)
- 조반니 단돌로 (1280년–1289년)
- 피에트로 그라데니고 (1289년–1311년)

## 14세기
- 마리노 초르치 (1311년–1312년)
- 조반니 소란초 (1312년–1328년)
- 프란체스코 단돌로 (1328년–1339년)
- 바르톨로메오 그라데니고 (1339년–1342년)
- 안드레아 단돌로 (1342년–1354년)
- 마리노 팔리에로 (1354년–1355년)
- 조반니 그라데니고 (1355년–1356년)
- 조반니 델피노 (1356년–1361년)
- 로렌초 첼시 (1361년–1365년)
- 마르코 코르나로 (1365년–1367년)
- 안드레아 콘타리니 (1367년–1382년)
- 미켈레 모로시니 (1382년–1382년)
- 안토니오 베니에르 (1382년–1400년)

## 15세기
- 미켈레 스테노 (1400년–1413년)
- 톰마소 모체니고 (1413년–1423년)
- 프란체스코 포스카리 (1423년–1457년)
- 파스콸레 말리피에로 (1457년–1462년)
- 크리스토포로 모로 (1462년–1466년)
- 니콜로 트론 (1466년–1473년)
- 니콜로 마르첼로 (1473년–1474년)
- 피에트로 모체니고 (1474년–1476년)
- 안드레아 벤드라민 (1476년–1478년)
- 조반니 모체니고 (1478년–1485년)
- 마르코 바르바리고 (1485년–1486년)
- 아고스티노 바르바리고 (1486년–1501년)

## 16세기

안드레아 그리티

- 레오나르도 로레다노 (1501년–1521년)
- 안토니오 그리마니 (1521년–1523년)
- 안드레아 그리티 (1523년–1538년)
- 피에트로 란도 (1538년–1545년)
- 프란체스코 도나토 (1545년–1553년)
- 마르칸토니오 트레비산 (1553년–1554년)
- 프란체스코 베니에르 (1554년–1556년)
- 로렌초 프리울리 (1556년–1559년)
- 지롤라모 프리울리 (1559년–1567년)
- 피에트로 로레단 (1567년–1570년)
- 알비세 1세 모체니고 (1570년–1577년)
- 세바스티아노 베니에르 (1577년–1578년)
- 니콜로 다 폰테 (1578년–1585년)
- 파스콸레 치코냐 (1585년–1595년)
- 마리노 그리마니 (1595년–1606년)

## 17세기
- 레오나르도 도나토 (1606년–1612년)
- 마르칸토니오 멤모 (1612년–1615년)
- 조반니 벰보 (1615년–1618년)
- 니콜로 도나토 (1618년–1618년)
- 안토니오 프리울리 (1618년–1623년)
- 프란체스코 콘타리니 (1623년–1624년)
- 조반니 코르나로 (1624년–1630년)
- 니콜로 콘타리니 (1630년–1631년)
- 프란체스코 에리초 (1631년–1646년)
- 프란체스코 다 몰린 (1646년–1655년)
- 카를로 콘타리니 (1655년–1656년)
- 프란체스코 코르나로 (1656년–1656년)
- 벨투치오 발리에로 (1656년–1658년)
- 조반니 페사로 (1658년–1659년)
- 도메니코 콘타리니 2세 (1659년–1674년)
- 니콜로 사그레도 (1674년–1676년)
- 루이지 콘타리니 (1676년–1683년)
- 마르칸토니오 주스티니아니 (1683년–1688년)
- 프란체스코 모로시니 (1688년–1694년)
- 실베스트로 발리에로 (1694년–1700년)

## 18세기

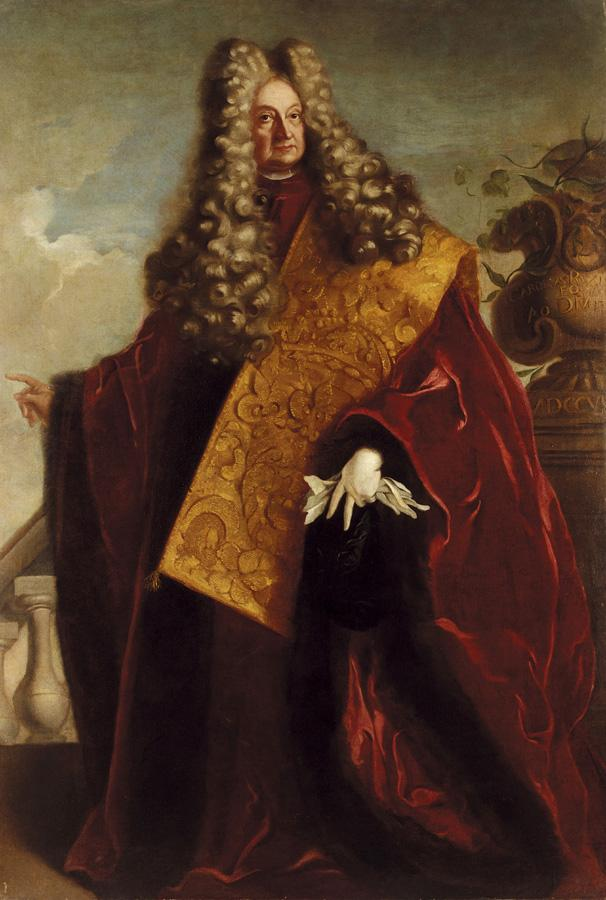
카를로 루치니

- 알비제 모체니고 2세 (1700년–1709년)
- 조반니 코르나로 (1709년–1722년)
- 세바스티아노 모체니고 (1722년–1732년)
- 카를로 루치니 (1732년–1735년)
- 알비제 피사니 (1735년–1741년)
- 피에트로 그리마니 (1741년–1752년)
- 프란체스코 로레다노 (1752년–1762년)
- 마르코 포스칼리니 (1762년–1763년)
- 알비제 조반니 모체니고 (1763년–1779년)
- 파올로 레니에르 (1779년–1789년)
- 루도비코 마닌 (1789년–1797년) -마지막 도제.